# Кальтавутуро
Кальтавутуро (итал. Caltavuturo) — коммуна в Италии, располагается в регионе Сицилия, подчиняется административному центру Палермо.
Население составляет 4571 человек, плотность населения составляет 47 чел./км². Занимает площадь 97 км². Почтовый индекс — 90022. Телефонный код — 0921.
Покровительницей коммуны почитается Пресвятая Богородица (Maria Santissima del soccorso). Праздник ежегодно празднуется 10 сентября.